# François-Joseph Hérold
Pour les articles homonymes, voir Herold.
François-Joseph Hérold né le 10 mars 1755 à Seltz, en Alsace, et mort le 1er septembre 1802 à Paris, est un musicien français.

## Biographie
Fils d’un organiste, Nicolas Hérold, et d’Élisabeth Lambin, François-Joseph Hérold étudie la musique à Hambourg auprès du professeur Carl Philipp Emanuel Bach.
Il rentre en France en 1781, s’installe à Paris et commence une carrière de professeur de piano aidé par Louis Adam. Parallèlement, il compose des œuvres personnelles : trois sonates pour piano en 1782, quatre sonates pour harpe ou piano en 1785 (dédiées à Mme de Lusigny, née Françoise Jeanne Marie de Ganay, chanoinesse au chapitre noble de Leigneux). Il arrange également pour le piano six quintettes de Luigi Boccherini.
Le 4 mars 1790, il épouse Jeanne-Gabrielle Pascal à l'église Saint-Sauveur, dont il a un fils, Ferdinand Hérold, en janvier 1791.
Il meurt de phtisie à l'âge de 47 ans à Paris.

## Œuvres
- Trois sonates pour le piano-forte ou le clavecin avec accompagnement de violon, opus 1, Paris, Boyer, 1782
- Quatre sonates pour la harpe et piano avec accompagnement de violon et violoncelle, opus 2, Paris, Bouin, 1782 (dédicace à Madame de Lusigny)
- Sonates faciles pour piano, 1785